# Miss Bolivia
Ne doit pas être confondu avec Miss Bolivie.
Pour les articles homonymes, voir Ferreyra.
Miss Bolivia, de son vrai nom Paz Ferreyra, née le 1er avril 1976 à Buenos Aires, est une chanteuse, compositrice, productrice et disc jockey argentine. Elle mêle les genres musicaux cumbia, hip-hop, dance et reggae.

## Biographie
Avant de se consacrer à la musique, Ferreyra étudie la psychologie à l'Université de Buenos Aires (UBA), après avoir reçu les honneurs à l'Université nationale de Río Cuarto. Elle cesse ses études, et commence à écrire ses propres chansons. Son surnom, Miss Bolivia, s'inspire du nom de sa rue dans laquelle elle vivait très jeune, appelée Bolivia dans le quartier de La Paternal, à Buenos Aires.
Ferreyra s'identifie comme bisexuelle, et est fortement liée à l'activisme des droits de l'Homme. Elle est également en faveur de la légalisation de la marijuana.

## Carrière
Ferreyra commence sa carrière artistique en 2008, dans la ville de Buenos Aires. En 2011, après avoir publié un EP « pirate », elle sort son premier album solo intitulé Alhaja, et part en tournée à travers l'Argentine, l'Europe et l'Amérique latine. Il contient les chansons à succès Jalame la tanga et Alta yama.
En octobre 2013, elle lance son deuxième projet intitulé Miau, qui contient deux chansons, édité au label Sony Music. L'album est publié en même temps que la chanson Tomate el palo, un duo avec le chanteur Leo García, rapidement devenu un best-seller. Il fait également participer Mimi Maura, Pocho La Pantera, DJ Krass, et Shazalakazoo. En 2014, la chanteuse part en tournée à travers l'Argentine et visite l'Uruguay, le Brésil et le Mexique. L'album contient également les chansons Tan distintos, Menea, Bien warrior, ainsi que Rap para las Madres incluse dans la bande son du film Diversion avec Will Smith, sorti en 2015.
Elle fait des présentations sur scène avec les plus célèbres artistes de la scène argentine comme Estadio Luna Park, Niceto Club, Ciudad Cultural Konex et le Centro Cultural Recoleta, et participe à des festivals comme le Quilmes Rock, Ciudad Emergente, Urban Music Fest, BAFICI et Trimarchi DG. En 2015, elle participe à l'édition argentine du Lollapalooza, devant 75 000 spectateurs,.

## Discographie
- 2011 : Alhaja
- 2013 : Miau